# Isabel Sibila de Saxe-Weimar-Eisenach
Isabel Sibila de Saxe-Wimar-Eisenach (28 de fevereiro de 1854 - 10 de julho de 1908), foi a primeira esposa do duque João Alberto de Meclemburgo-Schwerin, regente de Schwerin e de Brunswick.

## Família
Isabel era a filha mais nova de Carlos Alexandre, Grão-Duque de Saxe-Weimar-Eisenach e da sua esposa, a princesa Sofia dos Países Baixos. Os seus avós paternos eram o grão-duque Carlos Frederico de Saxe-Weimar-Eisenach e a grã-duquesa Maria Pavlovna da Rússia. Do lado da mãe era neta do rei Guilherme II dos Países Baixos e da grã-duquesa Ana Pavlovna da Rússia.

## Casamento
Isabel casou-se no dia 6 de novembro de 1886 em Weimar, com o duque João Alberto de Meclemburgo-Schwerin de quem não teve filhos. Após a sua morte, o marido voltou a casar-se, no dia 15 de Dezembro de 1909, com a princesa Isabel de Stolberg-Rossla.

## Genealogia
| Isabel Sibila de Saxe-Weimar-Eisenach | Pai: Carlos Alexandre, Grão-Duque de Saxe-Weimar-Eisenach | Avô paterno: Carlos Frederico, Grão-Duque de Saxe-Weimar-Eisenach | Bisavô paterno: Carlos Augusto, Grão-Duque de Saxe-Weimar-Eisenach |
| Isabel Sibila de Saxe-Weimar-Eisenach | Pai: Carlos Alexandre, Grão-Duque de Saxe-Weimar-Eisenach | Avô paterno: Carlos Frederico, Grão-Duque de Saxe-Weimar-Eisenach | Bisavó paterna: Luísa de Hesse-Darmstadt                           |
| Isabel Sibila de Saxe-Weimar-Eisenach | Pai: Carlos Alexandre, Grão-Duque de Saxe-Weimar-Eisenach | Avó paterna: Maria Pavlovna da Rússia (1786–1859)                 | Bisavô paterno: Paulo I da Rússia                                  |
| Isabel Sibila de Saxe-Weimar-Eisenach | Pai: Carlos Alexandre, Grão-Duque de Saxe-Weimar-Eisenach | Avó paterna: Maria Pavlovna da Rússia (1786–1859)                 | Bisavó paterna: Maria Feodorovna (Sofia Doroteia de Württemberg)   |
| Isabel Sibila de Saxe-Weimar-Eisenach | Mãe: Sofia dos Países Baixos                              | Avô materno: Guilherme II dos Países Baixos                       | Bisavô materno: Guilherme I dos Países Baixos                      |
| Isabel Sibila de Saxe-Weimar-Eisenach | Mãe: Sofia dos Países Baixos                              | Avô materno: Guilherme II dos Países Baixos                       | Bisavó materna: Guilhermina da Prússia                             |
| Isabel Sibila de Saxe-Weimar-Eisenach | Mãe: Sofia dos Países Baixos                              | Avó materna: Ana Pavlovna da Rússia                               | Bisavô materno: Paulo I da Rússia                                  |
| Isabel Sibila de Saxe-Weimar-Eisenach | Mãe: Sofia dos Países Baixos                              | Avó materna: Ana Pavlovna da Rússia                               | Bisavó materna: Maria Feodorovna (Sofia Doroteia de Württemberg)   |